# Aníbal Ford
Aníbal Horacio Ford Von Halle (Buenos Aires, 13 de septiembre de 1934 - ibídem, 6 de noviembre de 2009) fue un escritor, periodista y teórico de la comunicación argentino.
En los años cincuenta estudió Medicina en la Universidad de Buenos Aires, pero abandonó y comenzó a estudiar Letras. Obtuvo su profesorado en la Facultad de Filosofía y Letras en 1961. Su interés por la "sociedad de masas" lo acercó a Jaime Rest, su maestro, y a los estudios culturales. Integró los equipos de EUDEBA (hasta 1966) y del Centro Editor de América Latina (hasta 1969). Fue jefe de redacción de la revista Crisis ―dirigida por Eduardo Galeano― y columnista en La Opinión, El Porteño y Página/12.
Durante la dictadura, clausurada Crisis y exiliados muchos de sus compañeros, trabajó como director de proyectos en una fábrica de productos químicos. Militó en el peronismo desde su juventud hasta 1989.
En 1988, fue el primer director designado mediante proceso electoral de los claustros en la carrera de Ciencias de la Comunicación en la UBA. De hecho, junto a Eduardo Romano y Jorge B. Rivera, Ford fue uno de los fundadores de la carrera.
Fue profesor titular de la cátedra de Teorías y Prácticas de la Comunicación II en la Facultad de Ciencias Sociales de la misma universidad, donde se desempeñó como director de la carrera de Ciencias de la Comunicación y de la maestría en Comunicación y Cultura. También enseñó en la Universidad de La Plata. Fue miembro de los consejos editoriales de instituciones de América Latina como Felafacs (Federación Latinoamericana de Facultades de Comunicación Social), ALAICC (Asociación Latinoamericana de Investigadores de Comunicación y Cultura) e ININCO (Instituto de Investigaciones de la Comunicación (ININCO) de Venezuela)
Dirigió la revista digital Alambre.
Falleció en Buenos Aires el 6 de noviembre de 2009 a los 75 años.

## Obra
- Sumbosa. Buenos Aires: Jorge Álvarez, 1967.
- Homero Manzi. Buenos Aires: CEAL, 1970.
- Medios de comunicación y cultura popular, con Eduardo Romano y Jorge B. Rivera. Buenos Aires: Legasa, 1985. ISBN 950-600-040-9
- Ramos generales. Buenos Aires: Catálogos, 1986. ISBN 950-9314-25-0
- Los diferentes ruidos del agua. Buenos Aires: Puntosur, 1987.
- Desde la orilla de la ciencia: Ensayos sobre identidad, cultura y territorio. Buenos Aires: Puntosur, 1987.
- Navegaciones: comunicación, cultura y crisis. Buenos Aires: Amorrortu, 1994. ISBN 950-518-641-9
- La marca de la bestia: identificación, desigualdades e infoentretenimiento en la sociedad contemporánea. Buenos Aires: Norma, 1999. ISBN 987-9334-16-7
- Oxidación. Buenos Aires: Norma, 2003. ISBN 987-545-057-9
- 30 años después: 1973. Las clases de introducción a la literatura y otros textos de la época. La Plata: UNLP, 2003. ISBN 978-950-34-0308-1
- Resto del mundo. Nuevas mediaciones en las agendas críticas internacionales. Buenos Aires: Norma, 2005. ISBN 987-545-227-0
- Del orden de las coníferas. Buenos Aires: Norma, 2007. ISBN 978-987-545-449-1

## Artículos
- Curacó (1980)
- Sacarse un país (2002)
- Macartismo versus Ciencias Sociales (2002)
- Los ejércitos de la cultura única (2003)
- Manifiesto desde América Latina (2003), con Nicolás Casullo, Jesús Martín-Barbero y otros.
- Becarios de comunicación (2003)
- Becarios ninguneados (2003)
- El lado nocturno: fotos, guerra y pornografía (2004)
- Memorias de un conscripto (2005)
- El habilidoso (2008)

## Entrevistas
- "Problemas de la agenda de comunicación en América Latina", Portal de la Comunicación (2003)
- "No es cierto que la tecnología lo resuelve todo", La Nación, 2006
- "Comunicación, Educación y Tecnología", Red ICOD (Red Iberoamericana de Comunicación Digital (2006)
- "Alma de road movie", Página/12 (2007)